# آموس و اندرو
آموس و اندرو (به انگلیسی: Amos & Andrew) فیلمی محصول سال ۱۹۹۳ به کارگردانی اریک مکس فرای است. در این فیلم بازیگرانی همچون نیکلاس کیج، ساموئل ال. جکسون، دابنی کلمن، مایکل لانر، براد دوریف، مارگارت کالین و جیانکارلو اسپوزیتو ایفای نقش کرده‌اند.

## خلاصه داستان
وقتی که اندرو استرلینگ یک نویسنده موفق شهرنشین، خانه‌ای برای گذراندن وقت و تفریح خود در نیوانگلند می‌خرد پس از رفت‌وآمدهای بسیار، پلیس او را با یک سارق اشتباه می‌گیرد.